# Al-Faisaly Football Club
Al-Faisaly (en árabe, نادي الفيصلي) es un equipo de fútbol profesional de Arabia Saudita, con sede en Harmah. El club lleva el nombre del Rey Faisal; era príncipe heredero en el momento de la fundación del club y actualmente juega en la Primera División Saudí, segunda división del país.

## Historia
Al-Faisaly terminó como subcampeón en la temporada de primera división 2005-06, convirtiéndose así en el primer club de la región de Sudair en lograr el ascenso a la máxima categoría, pero volvió a bajar después de solo una temporada. Al-Faisaly logró el ascenso por segunda vez a la máxima categoría en la temporada 2009-10, y ha estado compitiendo en la Liga Profesional Saudí hasta que descendió en la 2021–22 campaña después de doce temporadas consecutivas en la máxima categoría.
Durante la temporada 2017-18, Al-Faisaly logró llegar a la final de la 2018 por primera vez en su historia, pero perdió ante Al-Ittihad por 3-1 en la prórroga. El club llegaría a su segunda final de la Copa del Rey en cuatro años, pero esta vez logró ganar 3-2 contra Al-Taawon en 2021 con Júlio Tavares anotando un triplete para asegurar su primer título de la máxima categoría, así como su primera clasificación a la Liga de Campeones de la AFC. Al-Faisaly también se clasificó para la Supercopa de Arabia Saudita de 2021. Al-Faisaly fue derrotado en la supercopa por Al-Hilal (4-3) en los penaltis tras el empate 2-2.
La campaña de debut del club en la Liga de Campeones de la AFC 2022 fue un gran éxito contra viento y marea. Al-Faisaly dio una sorpresa sorpresiva al ganar 2-1 al Al-Sadd qatarí. El club logró encabezar su grupo (E) con 2 victorias, tres empates y una derrota y al hacerlo, avanzó a los octavos de final.

## Directores técnicos
- Acácio Casimiro (2006)
- Zlatko Dalić (julio de 2010–junio de 2012)
- Marc Brys (junio de 2012–9 de diciembre de 2013)
- Giovanni Solinas (diciembre de 2013–2014)
- Stéphane Demol (2014–marzo de 2015)[2]
- Toni Conceição (marzo de 2015)
- Liviu Ciobotariu (junio de 2015-mayo de 2016)[3]
- Hélio dos Anjos (mayo de 2016-noviembre de 2016)
- Tomislav Ivković (noviembre de 2016-febrero de 2017)
- Giovanni Solinas (febrero de 2017-mayo de 2017)
- Vuk Rašović (mayo de 2017-mayo de 2018)
- Mircea Rednic (junio de 2018-?)
- Péricles Chamusca (14 de octubre de 2018 - actualidad)
- Daniel Ramos (octubre de 2021–febrero de 2022)[4][5]

## Jugadores notables
- Mohammad Majrashi
- Omar Kassar
- Migen Memelli
- Asim Šehić
- Abdoulaye Cissé
- Dario Jertec
- Pero Pejić
- Hazem Mohamed Emam
- Conor Weber
- Da Jebreal
- Albaye Papa Diop
- Wael Ayan
- Kodjo Afanou

## Clasificación
Actualizado el 13 de septiembre de 2015
| Clasificación mundial |                           |                 |
| Clasificación         | País                      | Club            |
| --------------------- | ------------------------- | --------------- |
| 1166                  | Bandera de Tailandia      | Port F.C.       |
| 1167                  | Bandera de Uruguay        | Cerro Largo     |
| 1168                  | Bandera de Arabia Saudita | Al-Faisaly      |
| 1169                  | Bandera de Ecuador        | LDU Portoviejo  |
| 1170                  | Bandera de Bolivia        | Nacional Potosí |

| Clasificación asiática |                                       |                  |
| Clasificación          | País                                  | Club             |
| ---------------------- | ------------------------------------- | ---------------- |
| 114                    | Bandera de la República Popular China | Tianjin Teda     |
| 115                    | Bandera de Tailandia                  | Port F.C.        |
| 116                    | Bandera de Arabia Saudita             | Al-Faisaly       |
| 117                    | Bandera de Indonesia                  | Sriwijaya F.C.   |
| 118                    | Bandera de Irán                       | Shahrdari Tabriz |

| Clasificación saudí |                           |                 |
| Clasificación       | País                      | Club            |
| ------------------- | ------------------------- | --------------- |
| 7                   | Bandera de Arabia Saudita | Al-Fateh FC     |
| 8                   | Bandera de Arabia Saudita | Al-Taawon       |
| 9                   | Bandera de Arabia Saudita | Al-Faisaly      |
| 10                  | Bandera de Arabia Saudita | Al-Khaleej Club |
| 11                  | Bandera de Arabia Saudita | Al-Raed         |

## Palmarés
- Primera División de Arabia Saudita
  - Campeón: 2010
  - Subcampeón: 2006
- Segunda División de Arabia Saudí
  - Campeón: 2003
- Copa del Rey de Campeones
  - Campeón: 2021
  - Subcampeón: 2018